# Jüdische Gemeinde Kardašova Řečice

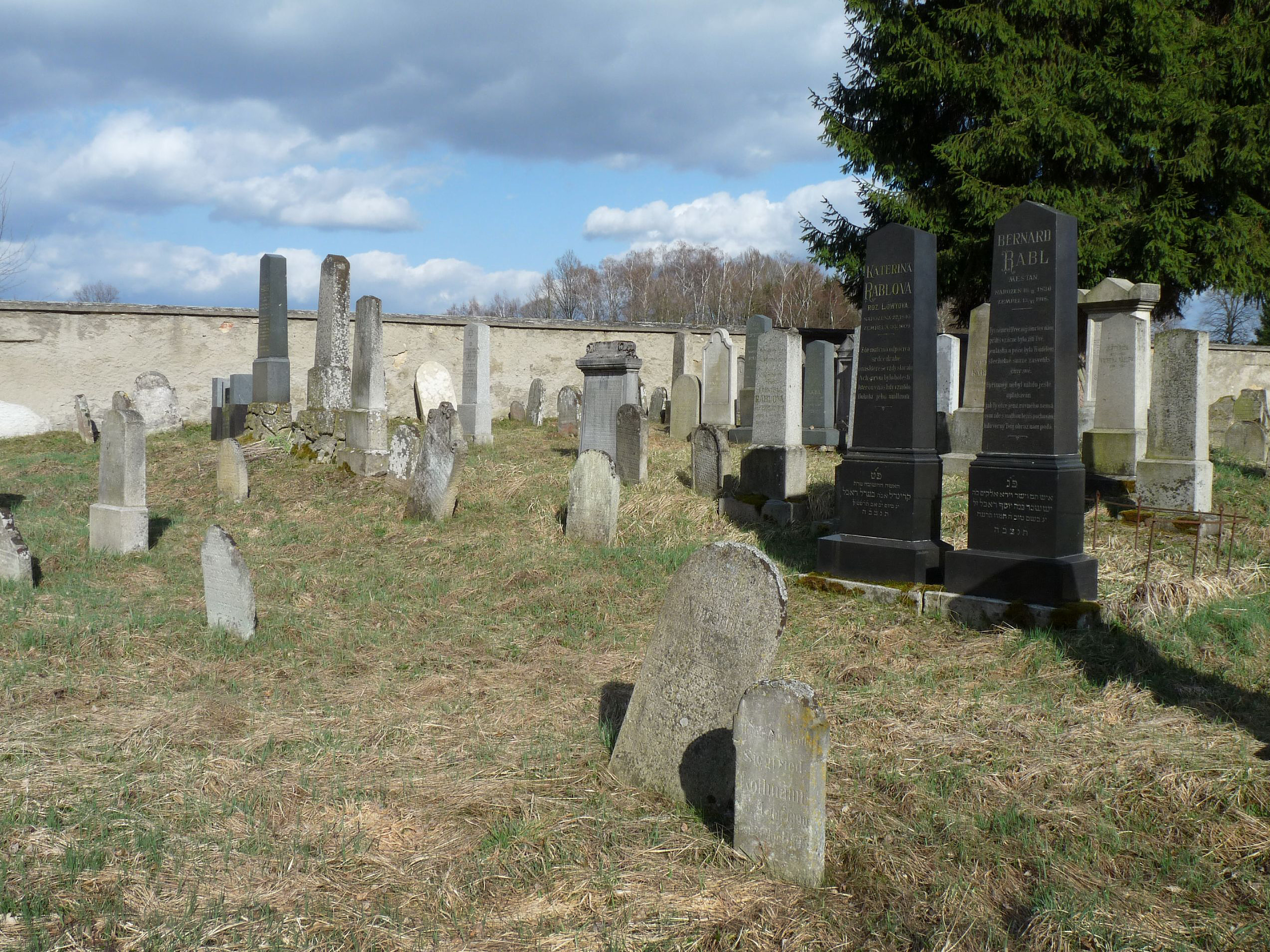
Jüdischer Friedhof in Kardašova Řečice

Die Jüdische Gemeinde in Kardašova Řečice (deutsch Kardasch Retschitz), einer tschechischen Stadt im Okres Jindřichův Hradec in der Südböhmischen Region, entstand ab dem 15. Jahrhundert.

## Geschichte
In Ort sollen Juden zu Beginn des 15. Jahrhunderts gelebt haben, deren Aufenthalt vermutlich nicht von längerer Dauer war.
Die in Kardasch-Retschitz ansässigen jüdischen Familien hatten ein eigenes Wohnviertel. Ihre Häuser wurden bis 1920 durch römische Zahlen gekennzeichnet.
Zwischen ihren Häusern stand die 1708 aus Holz erbaute Synagoge, die ein bereits um 1650 erwähntes Bethaus ablöste.
Großbrände zerstörten 1840 und 1863 das gesamte jüdische Viertel. Beim Feuer von 1863 wurde auch die Synagoge vollständig zerstört. Ein Jahr später errichtete die jüdische Gemeinde einen Neubau.
Die Juden, die noch im Ort geblieben waren, wurden im Frühjahr 1942 von den deutschen Besatzern über Theresienstadt in die Vernichtungslager deportiert und dort ermordet.
Ende der 1950er Jahre wurde das Synagogengebäude abgerissen.

## Gemeindeentwicklung
| Jahr       | Juden                                |
| ---------- | ------------------------------------ |
| um 1680/90 | 8 Familien                           |
| um 1715    | 10 Familien                          |
| 1783       | 15 Familien                          |
| 1811       | 15 Familien                          |
| 1840       | 136 Personen (6,5 % der Bevölkerung) |
| 1857       | 160 Personen                         |
| 1880       | 100 Personen                         |
| 1890       | 64 Personen                          |
| 1900       | 52 Personen                          |
| 1921       | 22 Personen                          |
| 1938/39    | 18 Personen                          |
| 1942       | 19 Personen                          |